# 高里比达努尔
高里比达努尔（Gauribidanur），是印度卡纳塔克邦Kolar县的一个城镇。总人口30530（2001年）。

## 人口
该地2001年总人口30530人，其中男性15591人，女性14939人；0—6岁人口3315人，其中男1716人，女1599人；识字率71.89%，其中男性为76.65%，女性为66.92%。